# Wysokość górna
Wysokość górna – średnia wysokość pewnej liczby najgrubszych (ang. top height) lub najwyższych (ang. dominant height) drzew w drzewostanie. Najczęściej stosowana jest definicja wysokości górnej określanej jako średnia wysokość 100 najgrubszych drzew na powierzchni 1 ha. W praktyce oznacza to, że na przykład do określenia wysokości górnej dla powierzchni 10-arowej wykorzystana zostanie średnia wysokość 10 najgrubszych drzew a w przypadku powierzchni 5-arowej średnia wysokość 5 najgrubszych drzew. Wysokość górna jest stosowana do określania wskaźnika bonitacji. 
Wysokość górna bywa również definiowana jako:
- biologiczna wysokość górna – określana jako średnia wysokość drzew z górnej warstwy drzewostanu – tzw. drzew górujących i panujących,
- średnia wysokość 20% najgrubszych drzew,
- średnia wysokość 250 najgrubszych drzew na 1 ha.